# Kościel
Kościel (247 m n.p.m.) lub Kuściel – wzgórze na granicy miejscowości Ściejowice i Jeziorzany w województwie małopolskim, w powiecie krakowskim, w gminie Liszki. Znajduje się w mezoregionie geograficznym zwanym Obniżeniem Cholerzyńskim będącym częścią Bramy Krakowskiej.
Kościel (Kuściel) wznosi się na wysokość 247 m n.p.m. pomiędzy wzgórzami Szubina Góra i Sowiarka. Jego południowo-zachodni stok opada do Rowu Skawińskiego. Wzgórze zbudowane jest z wapieni jurajskich i porośnięte przez ciepłolubne murawy będące pozostałością dawnych pastwisk. Jest dobrym punktem obserwacyjnym na dolinę Wisły, Opactwo Benedyktynów w Tyńcu i okolicę. Prowadzi przez nie ścieżka dydaktyczna.